# Envolvente
En estrategia y táctica militar, una envolvente es la combinación, operación, movimiento, maniobra que tiende a dirigir y acumular sobre el punto o cuerpo elegido en la línea enemiga como más débil, vulnerable o conveniente, fuerzas superiores con razonable probabilidad o garantía de éxito.
Esta es la verdadera definición en toda su generalidad. Por consiguiente, viene a ser en rigor lo que también generalmente se llama orden oblicuo. Particularizando más y puesto que las alas son de suyo las más débiles, sobre ellas de ordinario se dirige la operación o movimiento envolvente. Un ala se envuelve cuando se la rebasa, se la dobla, se la circuye, atacándola simultánea y combinadamente de frente, de flanco, de revés o por la espalda. Un ala, una tropa en general, queda envuelta y arrollada cuando ve cortada y perdida estratégicamente su línea de comunicación o de operaciones, tácticamente su línea de retirada, su enlace o conexión con las demás tropas o reservas. Acorralar es por consiguiente la última expresión de Envolver. Un movimiento envolvente suele ser también convergente, concéntrico. Se ve, pues, sin entrar en más explicaciones que no debe confundirse como en algunos libros y diccionarios, este verbo técnico y expresivo envolver con otros de muy distinto significado como cercar, acordonar, bloquear. En resumen, y con toda abstracción, el arte de envolver es el arte de vencer y por lo tanto, el arte de la guerra.